# Filozoficzne wyzwania chrześcijaństwa
Filozoficzne wyzwania chrześcijaństwa - książka Maurice Blondela wydana w Polsce w 1994 roku nakładem wydawnictwa "Znak". Autor analizuje filozoficzne implikacje chrześcijaństwa jako obietnicy spełnienia ludzkiego pragnienia Absolutu.